# 코르다티카리스
코르다티카리스 (→심장 모양 새우, 학명: Cordaticaris striatus 코르다티카리스 스트리아투스[*])는 캄브리아기 중기(먀오링세, 드룸절)동안 현재의 중국 북부에서 살았던 멸종한 후르디아과 방사치류(절지동물 줄기군) 가운데 하나이다. 2020년, 중국 산둥성에 위치한 장샤층(Zhangxia Formation)에서 발견된 화석 흔적들을 바탕으로 기재하였다. 특이한 심장 모양의 앞경판(두갑)과 아홉 개의 내돌기 및 일곱 개의 좀 더 길쭉하고 거의 같은 길이의 내돌기를 품은 전방부속지를 가진 점에 있어 후르디아과의 다른 구성원들과는 다른 점들이 있다. 고생물학자들이 후르디아과의 지리 범위를 더 잘 이해할 수 있게 해주는 로렌시아 대륙 외부의 암석층에서 발견된 최초의 먀오링세 후르디아류로서 중요하다.
코르다티카리스 같은 후르디아류는 지리 분포 및 생태 역할상 모두 방사치류의 가장 다양성이 있는 계통이었다. 커다란 머리경판, 사방사형 구기, 다섯 개의 크기가 비슷한 내돌기를 품은 전방부속지가 있다는 점에서 다른 방사치류 무리와는 차이점을 지닌다. 후르디아과의 머리경판의 다양함은 길고 끝이 뾰족한 경판을 가진 아이기로카시스속 및 후르디아속 등의 몇몇 속에서 두드러진다. 반면 캄브로라스테르속 및 티타노코리스속 등의 다른 후르디아류는 말발굽 모양의 경판을 가지고 있다.

## 특징
코르다티카리스는 여러 점의 표본들(NIGPAS 173109–173117, 173313)이 발견되었으며, 전부 단일종인 코르다티카리스로 배치되어 있다. 구주는 32개 정도의 판들로 이루어져 있으며, 페이토이아의 구주와 외형상 비슷하게 생겼다. 머리경판은 길이 96mm, 최대 폭 93mm이다. 경판의 앞쪽 끝은 가시처럼 뾰족하며 양 후측부에는 홈이 있다. 경판의 옆구리는 외형상 물갈퀴 모양이다. 머리경판 한 가운데는 앞쪽으로 이어진 선 형태로 배열된 혹들로 덮여 있어 오돌토돌한 반면, 양 옆의 확장부는 매끄럽다. 전방부속지는 9개 정도의 가락마디로 이루어져 있으며, 마디마다 긴 내돌기들이 달리며 서로 겹쳐 있다. 이 내돌기는 또한 길다란 바늘 모양의 보조 가시를 가지고 있으며 내돌기마다 20개 정도의 보조 가시가 달린다.

## 고생태

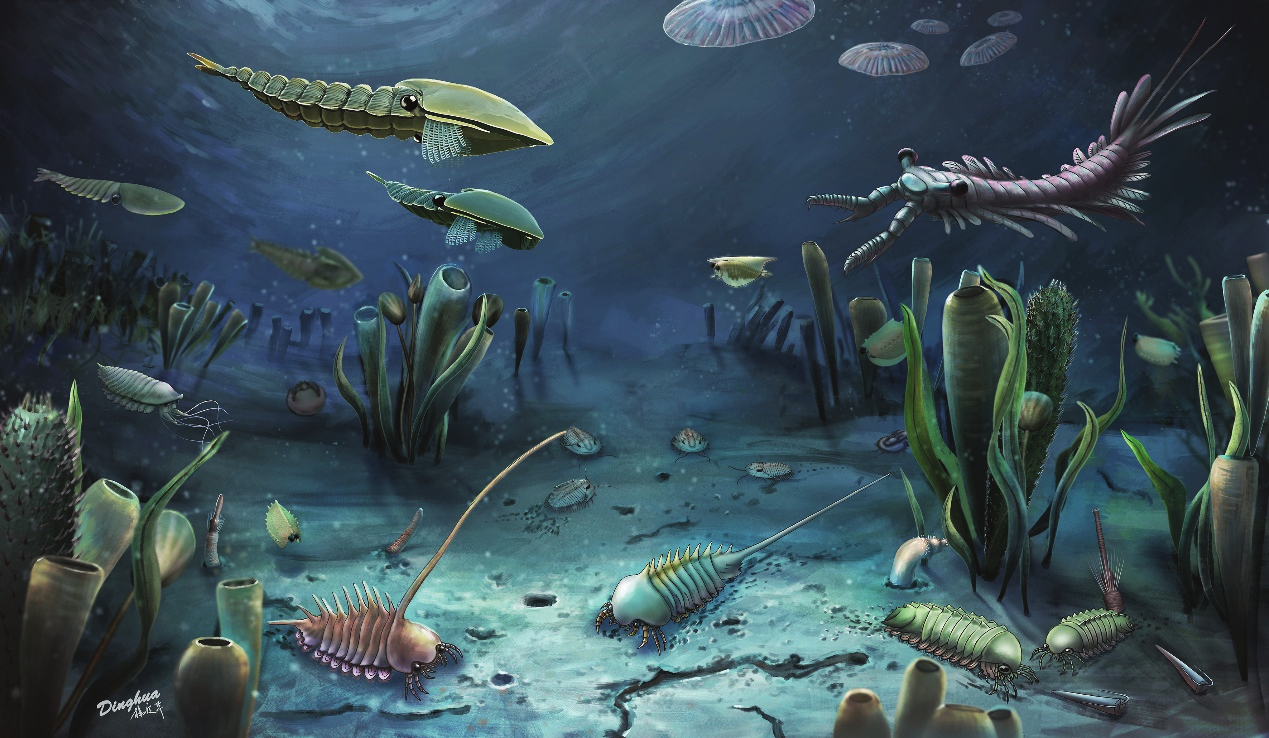
리니 라거슈테테의 복원도로, 코르다티카리스는 좌상단 구석에 그려져 있다.

코르다티카리스의 화석들은 리니 라거슈테테(Linyi Lagerstätte)라고 불리는, 장샤층 내의 팡처거우 구성층 위에 자리잡은 화석 산지에서 발견되었다.  이 화석 산지는 연체 보존으로 유명하며, 일부 절지동물 분류군은 소화계가 그대로 남아있는 것이 밝혀져 있다. 이 곳을 분석한 2022년 논문에 따르면, '네 종의 삼엽충, 아그노스투스류 1종, 최소 아홉 종의 연체 절지류, 관충동물 두 종, 최소 7종의 해면류, 칸켈로로리아류 1종, 새예류 1종, 일곱 개의 의문종, 바닷말 네 종, 네 점의 생흔 화석을 포함한 35개의 화석 분류군'이 있는 것으로 나타났다. 코르다티카리스(산지에서 가장 수가 많은 비삼엽충 절지류이다)와 현재 몇 개의 전방부속지가 발견된 미명명 암플렉토벨루아류 등 적어도 두 종의 방사치류가 있는 것으로 확인이 되었다.

## 계통 분류
코르다티카리스속에 나타나는 특징들(두갑, 길다란 내돌기, 구주의 모양)후르디아과와 일치한다. 2022년에 초기 후르디아류인 스탄레이카리스의 새로운 화석 흔적을 기재할 때에, 모이시유크와 카론은 코르다티카리스속을 캄브로라스테르속 및 티타노코리스속과 함께 후르디아과 내에서 파생된 위치로 배치했다.

## 내용주
1. ↑  라틴어 코르다투스(cordatus)는 '심장 모양'을 의미하고 카리스("caris")는 '새우'를 뜻한다
2. ↑  머리 밑에 자리잡고 있는 원 형태의 입
3. ↑  방사치류의 머리 앞에 돋아나 있는 움켜잡는 길다란 부속지이다.